# Бадер, Дуглас Роберт
Сэр Ду́глас Ро́берт Стю́арт Ба́дер (англ. Douglas Robert Steuart Bader; 21 февраля 1910 — 5 сентября 1982) — полковник Королевских военно-воздушных сил Великобритании (КВВС), ас Второй мировой войны.
Потерял обе ноги в авиационной аварии, но продолжал летать и участвовал в боевых действиях. Одержал 20 личных побед, 4 в группе, 6 личных неподтвержденных, одну групповую неподтверждённую и повредил 11 самолётов противника.

## Биография

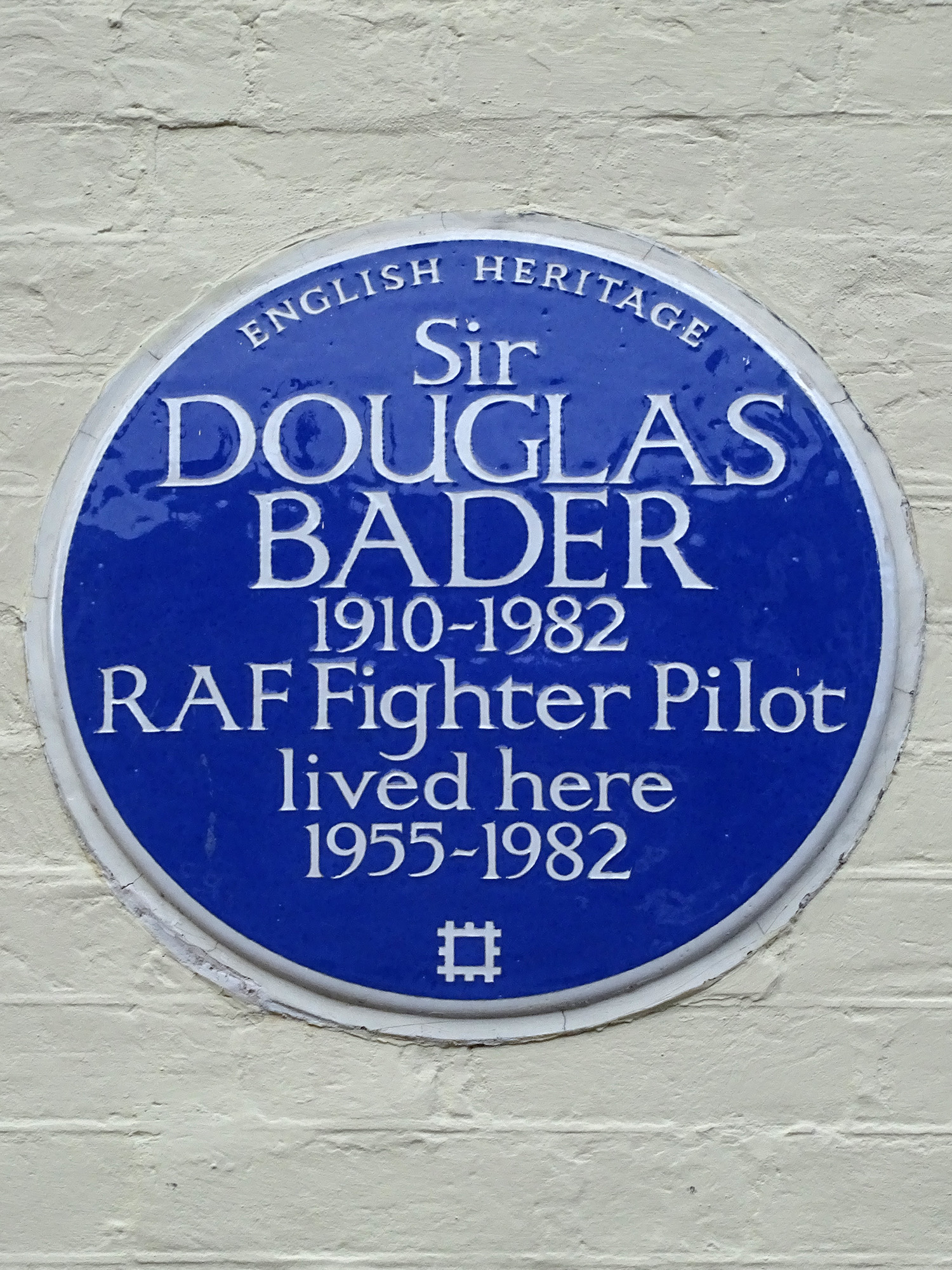
Синяя табличка, посвященная Бадеру

Бадер вступил в Королевские ВВС в 1928 году и стал пилотом в 1930 году. В декабре 1931 во время тренировки по аэробатике в Редингском аэроклубе попал в аварию на самолёте Bulldog (воткнулся левым крылом в пашню) и потерял обе ноги. В полётном журнале за тот день Бадер записал: «Разбился, делая бочку над самой землёй. Плохо выступил». Хотя в 1933 году Королевские ВВС отправили Бадера в отставку, он продолжал летать.
Пройдя реабилитацию после ампутации ног, он возобновил лётные тренировки и подал заявку на восстановление в должности пилота, но был уволен из армии по состоянию здоровья. Во время Второй мировой войны в 1939 году Бадеру удалось восстановиться в КВВС. Он одержал свою первую победу под Дюнкерком во время Французской кампании 1 июня 1940 года, сбив немецкий истребитель Bf 109. Бадер принимал участие в Битве за Британию и стал другом Траффорда Ли-Мэллори, помогая ему в освоении тактики «большого крыла».
В августе 1941 года Бадер был сбит над оккупированной Францией и захвачен в плен. Там он познакомился с Адольфом Галландом, известным немецким асом. Причины, по которым Бадер был сбит, до конца не выяснены, возможно, он стал жертвой дружественного огня.
Спасаясь из сбитого самолёта, он полетел в одну сторону, а один из его протезов, зажатый в кабине, в другую. Оказавшись на земле — примерно в тех же местах, где в 1917 году был смертельно ранен его отец, сапёр Королевских инженерных войск, — Бадер был схвачен и оказался в лагере. Германские власти попросили британцев сбросить пленнику запасной протез. Британский лётчик сбросил протез — и присоединился к коллегам, летевшим бомбить электростанцию Госнэ возле Бетюна; станцию спасла только плохая погода. Такая невежливость вскоре померкла перед неприятностями, которые доставлял Дуглас своим тюремщикам. Обращались с ним хорошо; почти каждый опытный офицер люфтваффе, которому случалось попасть в те края, считал своим долгом заглянуть к Бадеру и развлечь его. Но Дуглас тратил всё своё время и силы на подготовку побега. Побег ему удался — и не один раз, а несколько, пока отчаявшийся лагерный чиновник не пригрозил отобрать у него ноги. Угроза не возымела эффекта, и в конце концов Дугласа доставили в Кольдиц.
Бадер побывал во многих лагерях для военнопленных, последним из которых стал лагерь в замок Кольдиц, из которого лётчик был освобождён в апреле 1945 года американскими военными (1-я армия США). Сразу же после освобождения он отправился в Париж и потребовал себе «Спитфайр», но получил отказ.
Бадер покинул Королевские ВВС в феврале 1946 года и в дальнейшем работал в топливной индустрии. В 1950-х годах вышли фильм и книга про его жизнь и карьеру во время войны. Бадер был возведён в ранг рыцаря-бакалавра в 1976 году и продолжал летать до 1979 года. Он скончался 5 сентября 1982 года от сердечного приступа.

## Фильмы
- Достичь небес (англ. Reach for the Sky) — художественный биографический фильм режиссёра Льюиса Гилберта, выпущенный в 1956 году.
- Воздушные асы войны (англ. War Heroes of The Skies) — шестисерийный документальный исторический сериал (Канада), 1-я серия, выпущенный в 2012 году. Режиссёры: Найджел Леви, Тим Волочатюк.
- Гладиаторы второй мировой войны. Командование истребительной авиации королевских ВВС Великобритании (англ. Gladiators of World War 2. Raf Fighter Command) — документальный сериал производства BBC (Великобритания, Германия), выпущенный в 2001 году. Режиссёр: Чарльз Мессинджер.